# Tornei di tennis maschili indipendenti nel 1972
Nel 1972 alcuni tornei di tennis maschili facevano parte del Commercial Union Assurance Grand Prix 1972, che era rivale del World Championship Tennis 1972, ma la maggior parte non era inserito in nessuno dei 2 circuiti.

## Calendario

### Dicembre 1971
| Settimana        | Torneo                                                                           | Vincitore          | Finalista               | Semifinalisti | Eliminati ai quarti |
| ---------------- | -------------------------------------------------------------------------------- | ------------------ | ----------------------- | ------------- | ------------------- |
| 27 dicembre 1971 | Eastern Province Championships 1972 Port Elizabeth, Sudafrica Singolare - Doppio | Bob Hewitt 6-4 6-1 | Nicholas Kalogeropoulos |               |                     |
| 27 dicembre 1971 | Eastern Province Championships 1972 Port Elizabeth, Sudafrica Singolare - Doppio |                    |                         |               |                     |

### Gennaio
| Settimana  | Torneo | Vincitore                               | Finalista         | Semifinalisti | Eliminati ai quarti |
| ---------- | --- | --------------------------------------- | ----------------- | ------------- | ------------------- |
| 3 gennaio  | Western Province Championships 1972 Città del Capo, Sudafrica Singolare - Doppio                            | Bob Hewitt 3-6 6-3 6-4                  | François Jauffret |               |                     |
| 3 gennaio  | Western Province Championships 1972 Città del Capo, Sudafrica Singolare - Doppio                            |                                         |                   |               |                     |
| 17 gennaio | New Zealand Championships 1972 Auckland, Nuova Zelanda Singolare - Doppio                                   | Onny Parun 3-6 7-6 6-3 7-6              | Steve Faulk       |               |                     |
| 17 gennaio | New Zealand Championships 1972 Auckland, Nuova Zelanda Singolare - Doppio                                   |                                         |                   |               |                     |
| 24 gennaio | Cleveland International Indoor Tennis Championships 1972 Cleveland, USA 7,500 $ - Indoor Singolare - Doppio | Vladimír Zedník 7–6, 6–7, 4–6, 6–2, 6–3 | Haroon Rahim      |               |                     |
| 24 gennaio | Cleveland International Indoor Tennis Championships 1972 Cleveland, USA 7,500 $ - Indoor Singolare - Doppio |                                         |                   |               |                     |
| 31 gennaio | Scandinavian Covered Court Championships 1972 Copenaghen, Danimarca Singolare - Doppio                      | Jan Leschly 6-1 11-9 6-3                | Raymond Moore     |               |                     |
| 31 gennaio | Scandinavian Covered Court Championships 1972 Copenaghen, Danimarca Singolare - Doppio                      |                                         |                   |               |                     |
| 31 gennaio | Western Australian Open febbraio 1972 Perth, Australia Singolare - Doppio                                   | Aleksandre Met'reveli 6-2 3-6 6-4 6-1   | John Cooper       |               |                     |
| 31 gennaio | Western Australian Open febbraio 1972 Perth, Australia Singolare - Doppio                                   |                                         |                   |               |                     |

### Febbraio
| Settimana   | Torneo                                                                                          | Vincitore                       | Finalista       | Semifinalisti | Eliminati ai quarti |
| ----------- | ----------------------------------------------------------------------------------------------- | ------------------------------- | --------------- | ------------- | ------------------- |
| 7 febbraio  | Asian Championships 1972 Poona, India Singolare - Doppio                                        | Jaidip Mukerjea 1-6 6-3 6-4 6-4 | Vijay Amritraj  |               |                     |
| 7 febbraio  | Asian Championships 1972 Poona, India Singolare - Doppio                                        |                                 |                 |               |                     |
| 7 febbraio  | New South Wales Hard Court Championships 1972 Grafton, Australia Terra rossa Singolare - Doppio | Kim Warwick 6-2 6-3             | Graeme Thompson |               |                     |
| 7 febbraio  | New South Wales Hard Court Championships 1972 Grafton, Australia Terra rossa Singolare - Doppio |                                 |                 |               |                     |
| 14 febbraio | Indian Hard Court Championships 1972 Madras, India Singolare - Doppio                           | Ramanathan Krishnan walkover    | Jaidip Mukerjea |               |                     |
| 14 febbraio | Indian Hard Court Championships 1972 Madras, India Singolare - Doppio                           |                                 |                 |               |                     |

### Marzo
| Settimana | Torneo                                                                                               | Vincitore                         | Finalista       | Semifinalisti | Eliminati ai quarti |
| --------- | --- | --------------------------------- | --------------- | ------------- | ------------------- |
| 6 marzo   | Egyptian International Cairo Championships 1972 Il Cairo, Egitto Singolare - Doppio                  | Aleksandre Met'reveli 6-3 6-2 6-3 | František Pála  |               |                     |
| 6 marzo   | Egyptian International Cairo Championships 1972 Il Cairo, Egitto Singolare - Doppio                  |                                   |                 |               |                     |
| 13 marzo  | Egyptian International Alexandria Championships 1972 Alessandria d'Egitto, Egitto Singolare - Doppio | Aleksandre Met'reveli 9-7 6-2 6-4 | Ken Fletcher    |               |                     |
| 13 marzo  | Egyptian International Alexandria Championships 1972 Alessandria d'Egitto, Egitto Singolare - Doppio |                                   |                 |               |                     |
| 27 marzo  | Campionato Partenopeo 1972 Napoli, Italia Singolare - Doppio                                         | José Higueras 4-6 7-5 6-4 7-5     | E. Castigliano  |               |                     |
| 27 marzo  | Campionato Partenopeo 1972 Napoli, Italia Singolare - Doppio                                         |                                   |                 |               |                     |
| 27 marzo  | Macon Open 1972 Macon, USA 25 000 $ - Indoor Singolare - Doppio                                      | Mark Cox 6-3 6-7 6-3              | Roy Emerson     |               |                     |
| 27 marzo  | Macon Open 1972 Macon, USA 25 000 $ - Indoor Singolare - Doppio                                      |                                   |                 |               |                     |
| 27 marzo  | Hong Kong Hard Court Championships 1972 Hong Kong, Hong Kong Singolare - Doppio                      | Malcolm Anderson 6-3 6-4 6-2      | Pancho Gonzales |               |                     |
| 27 marzo  | Hong Kong Hard Court Championships 1972 Hong Kong, Hong Kong Singolare - Doppio                      |                                   |                 |               |                     |

### Aprile
| Settimana | Torneo                                               | Vincitore                    | Finalista       | Semifinalisti | Eliminati ai quarti |
| --------- | ---------------------------------------------------- | ---------------------------- | --------------- | ------------- | ------------------- |
| 17 aprile | Catania Open 1972 Catania, Italia Singolare - Doppio | Paolo Bertolucci 6-4 6-4 7-6 | Martin Mulligan |               |                     |
| 17 aprile | Catania Open 1972 Catania, Italia Singolare - Doppio |                              |                 |               |                     |

### Maggio
| Settimana | Torneo                                                                             | Vincitore               | Finalista       | Semifinalisti | Eliminati ai quarti |
| --------- | ---------------------------------------------------------------------------------- | ----------------------- | --------------- | ------------- | ------------------- |
| 1º maggio | Sutton Hard Court Championships 1972 Sutton, Gran Bretagna Singolare - Doppio      | Pat Cramer 6-3 7-6      | Guillermo Vilas |               |                     |
| 1º maggio | Sutton Hard Court Championships 1972 Sutton, Gran Bretagna Singolare - Doppio      |                         |                 |               |                     |
| 8 maggio  | Southern California Championships 1972 Los Angeles, USA Cemento Singolare - Doppio | Pancho Gonzales 6–3 6–2 | Alex Olmedo     |               |                     |
| 8 maggio  | Southern California Championships 1972 Los Angeles, USA Cemento Singolare - Doppio |                         |                 |               |                     |
| 15 maggio | Torneo di Lee-on-Solent 1972 Lee-on-the-Solent, Gran Bretagna Singolare - Doppio   | Bob Hewitt 8-6 6-2      | Andrew Pattison |               |                     |
| 15 maggio | Torneo di Lee-on-Solent 1972 Lee-on-the-Solent, Gran Bretagna Singolare - Doppio   |                         |                 |               |                     |
| 15 maggio | Surrey Hard Court Championships 1972 Guildford, Gran Bretagna Singolare - Doppio   | Kim Warwick 6-2 6-2     | Norman Holmes   |               |                     |
| 15 maggio | Surrey Hard Court Championships 1972 Guildford, Gran Bretagna Singolare - Doppio   |                         |                 |               |                     |
| 22 maggio | Rothmans Connaught Championships 1972 Chingford, Gran Bretagna Singolare - Doppio  | Henry Irvine 6-2 6-2    | John Clifton    |               |                     |
| 22 maggio | Rothmans Connaught Championships 1972 Chingford, Gran Bretagna Singolare - Doppio  |                         |                 |               |                     |
| 29 maggio | Surrey Grass Court Championships 1972 Surbiton, Gran Bretagna Singolare - Doppio   | Premjit Lall 6-4 8-6    | Ross Case       |               |                     |
| 29 maggio | Surrey Grass Court Championships 1972 Surbiton, Gran Bretagna Singolare - Doppio   |                         |                 |               |                     |

### Giugno
| Settimana | Torneo                                                                           | Vincitore                                   | Finalista                            | Semifinalisti | Eliminati ai quarti |
| --------- | -------------------------------------------------------------------------------- | ------------------------------------------- | ------------------------------------ | ------------- | ------------------- |
| 5 giugno  | Nottingham John Player 1972 Nottingham, Gran Bretagna Erba Singolare - Doppio    | Premjit Lall Geoff Masters titolo condiviso |                                      |               |                     |
| 5 giugno  | Nottingham John Player 1972 Nottingham, Gran Bretagna Erba Singolare - Doppio    |                                             |                                      |               |                     |
| 5 giugno  | Nottingham John Player Round Robin 1972 Nottingham, Gran Bretagna Erba Singolare | Jimmy Connors Round Robin                   | Colin Dibley Lew Hoad Clark Graebner |               |                     |
| 12 giugno | Kent Championships 1972 Beckenham, Gran Bretagna Singolare - Doppio              | Aleksandre Met'reveli 6-2 7-5               | Vijay Amritraj                       |               |                     |
| 12 giugno | Kent Championships 1972 Beckenham, Gran Bretagna Singolare - Doppio              |                                             |                                      |               |                     |

### Luglio
| Settimana | Torneo                                                                        | Vincitore                                | Finalista     | Semifinalisti | Eliminati ai quarti |
| --------- | ----------------------------------------------------------------------------- | ---------------------------------------- | ------------- | ------------- | ------------------- |
| 10 luglio | Irish Open 1972 Dublino, Irlanda Singolare - Doppio                           | Bob Hewitt                               | Frew McMillan |               |                     |
| 10 luglio | Irish Open 1972 Dublino, Irlanda Singolare - Doppio                           |                                          |               |               |                     |
| 17 luglio | North of England Championships 1972 Hoylake, Gran Bretagna Singolare - Doppio | Henry Irvine Ray Keldie titolo condiviso |               |               |                     |
| 17 luglio | North of England Championships 1972 Hoylake, Gran Bretagna Singolare - Doppio |                                          |               |               |                     |
| 17 luglio | Essex Championships 1972 Frinton, Gran Bretagna Singolare - Doppio            | Torben Ulrich 7-5 6-4                    | J.D. Edmund   |               |                     |
| 17 luglio | Essex Championships 1972 Frinton, Gran Bretagna Singolare - Doppio            |                                          |               |               |                     |
| 24 luglio | Turkey Open 1972 Istanbul, Turchia Singolare - Doppio                         | Juan Gisbert 6-1 6-1 7-5                 | Byron Bertram |               |                     |
| 24 luglio | Turkey Open 1972 Istanbul, Turchia Singolare - Doppio                         |                                          |               |               |                     |
| 31 luglio | Lebanon International 1972 Brummana, Libano Singolare - Doppio                | Wilhelm Bungert 6-3 6-2 6-4              | Byron Bertram |               |                     |
| 31 luglio | Lebanon International 1972 Brummana, Libano Singolare - Doppio                |                                          |               |               |                     |

### Agosto
| Settimana | Torneo                                                                                         | Vincitore               | Finalista           | Semifinalisti | Eliminati ai quarti |
| --------- | ---------------------------------------------------------------------------------------------- | ----------------------- | ------------------- | ------------- | ------------------- |
| 14 agosto | Ocean City Pines International Tennis 1972 Ocean City, USA 5000 $ - Cemento Singolare - Doppio | Jimmy Connors 6-3 6-2   | Herb Fitzgibbon     | Mike Step     | Gene Russo          |
| 14 agosto | Ocean City Pines International Tennis 1972 Ocean City, USA 5000 $ - Cemento Singolare - Doppio |                         |                     | Mike Step     | Gene Russo          |
| 21 agosto | Ancona Open 1972 Ancona, Italia Singolare - Doppio                                             | Martin Mulligan 6-1 6-2 | Vincenzo Franchitti |               |                     |
| 21 agosto | Ancona Open 1972 Ancona, Italia Singolare - Doppio                                             |                         |                     |               |                     |

### Settembre
| Settimana    | Torneo                                                                              | Vincitore                                   | Finalista               | Semifinalisti | Eliminati ai quarti |
| ------------ | ----------------------------------------------------------------------------------- | ------------------------------------------- | ----------------------- | ------------- | ------------------- |
| 11 settembre | Athens Championships 1972 Atene, Grecia Singolare - Doppio                          | Nicholas Kalogeropoulos 6-3 6-1 6-8 4-6 6-3 | Henry Irvine            |               |                     |
| 11 settembre | Athens Championships 1972 Atene, Grecia Singolare - Doppio                          |                                             |                         |               |                     |
| 18 settembre | Yugoslavian International Championships 1972 Spalato, Jugoslavia Singolare - Doppio | Jan Kodeš 8-6 6-4 6-8 2-6 9-7               | Nicholas Kalogeropoulos |               |                     |
| 18 settembre | Yugoslavian International Championships 1972 Spalato, Jugoslavia Singolare - Doppio |                                             |                         |               |                     |

### Ottobre
| Settimana  | Torneo                                                                                    | Vincitore                          | Finalista                 | Semifinalisti | Eliminati ai quarti |
| ---------- | ----------------------------------------------------------------------------------------- | ---------------------------------- | ------------------------- | ------------- | ------------------- |
| 2 ottobre  | Midland Classic 1972 Midland, USA Singolare - Doppio                                      | Brian Fairlie 7-5 6-3 7-6          | Haroon Rahim              |               |                     |
| 2 ottobre  | Midland Classic 1972 Midland, USA Singolare - Doppio                                      |                                    |                           |               |                     |
| 16 ottobre | England Dewar Cup Billingham 1972 Billingham, Scozia Singolare - Doppio                   | John Lloyd 4-6 6-3 6-2             | Pat Cramer                |               |                     |
| 16 ottobre | England Dewar Cup Billingham 1972 Billingham, Scozia Singolare - Doppio                   |                                    |                           |               |                     |
| 16 ottobre | Hong Kong Grass Court Championships 1972 Hong Kong, Hong Kong 10.000 $ Singolare - Doppio | Dick Dell 6-2 6-2                  | Mike Estep                |               |                     |
| 16 ottobre | Hong Kong Grass Court Championships 1972 Hong Kong, Hong Kong 10.000 $ Singolare - Doppio | Dick Dell Sherwood Stewart 6-1 6-3 | Jeff Simpson Marcelo Lara |               |                     |
| 23 ottobre | Scotland Dewar Cup Edinburgh 1972 Edimburgo, Scozia Singolare - Doppio                    | Raymond Moore 6-4 4-6 6-4          | Pat Cramer                |               |                     |
| 23 ottobre | Scotland Dewar Cup Edinburgh 1972 Edimburgo, Scozia Singolare - Doppio                    |                                    |                           |               |                     |
| 23 ottobre | South American Championships 1972 Guayaquil, Ecuador Singolare - Doppio                   | Iván Molina walkover               | Julian Ganzabal           |               |                     |
| 23 ottobre | South American Championships 1972 Guayaquil, Ecuador Singolare - Doppio                   |                                    |                           |               |                     |
| 30 ottobre | Wales Dewar Cup Aberavon 1972 Aberavon, Gran Bretagna Singolare - Doppio                  | Jürgen Fassbender 6-0 6-2          | Clark Graebner            |               |                     |
| 30 ottobre | Wales Dewar Cup Aberavon 1972 Aberavon, Gran Bretagna Singolare - Doppio                  |                                    |                           |               |                     |
| 30 ottobre | Jean Becker Open 1972 Parigi, Francia Singolare - Doppio                                  | Stan Smith 6-2 6-2 7-5             | Andrés Gimeno             |               |                     |
| 30 ottobre | Jean Becker Open 1972 Parigi, Francia Singolare - Doppio                                  |                                    |                           |               |                     |

### Novembre
| Settimana   | Torneo                                                                                               | Vincitore                     | Finalista        | Semifinalisti | Eliminati ai quarti |
| ----------- | --- | ----------------------------- | ---------------- | ------------- | ------------------- |
| 6 novembre  | Torquay Dewar Cup 1972 Torquay, Gran Bretagna Singolare - Doppio                                     | Raymond Moore 6-3 6-3         | Pat Cramer       |               |                     |
| 6 novembre  | Torquay Dewar Cup 1972 Torquay, Gran Bretagna Singolare - Doppio                                     |                               |                  |               |                     |
| 20 novembre | Australian Hard Court Championships 1972 Melbourne, Australia Terra rossa - $3000 Singolare - Doppio | Geoff Masters 6-3 6-7 6-3 7-5 | Malcolm Anderson |               |                     |
| 20 novembre | Australian Hard Court Championships 1972 Melbourne, Australia Terra rossa - $3000 Singolare - Doppio |                               |                  |               |                     |

### Dicembre
| Settimana   | Torneo                                                                                  | Vincitore                                   | Finalista                        | Semifinalisti | Eliminati ai quarti |
| ----------- | --------------------------------------------------------------------------------------- | ------------------------------------------- | -------------------------------- | ------------- | ------------------- |
| 4 dicembre  | Western Australian Open dicembre 1972 Perth, Australia Singolare - Doppio               | Patrick Proisy 7-6 6-4 6-3                  | Wanaro N'Godrella                |               |                     |
| 4 dicembre  | Western Australian Open dicembre 1972 Perth, Australia Singolare - Doppio               | Ross Case Geoff Masters 7-6 6-3             | John Cooper Saeed Meer           |               |                     |
| 11 dicembre | Jamaican International Championships 1972 Kingston, Giamaica Cemento Singolare - Doppio | Pancho Gonzales 6-3 6-4                     | Clark Graebner                   |               |                     |
| 11 dicembre | Jamaican International Championships 1972 Kingston, Giamaica Cemento Singolare - Doppio |                                             |                                  |               |                     |
| 11 dicembre | OFS Championships 1972 Bloemfontein, Sudafrica Singolare - Doppio                       | Byron Bertram 6-3 4-6 6-4                   | Deon Joubert                     |               |                     |
| 11 dicembre | OFS Championships 1972 Bloemfontein, Sudafrica Singolare - Doppio                       |                                             |                                  |               |                     |
| 11 dicembre | South Australian Open dicembre 1972 Adelaide, Australia Singolare - Doppio              | Aleksandre Met'reveli 7-5 5-7 6-7 7-6 6-2   | Colin Dibley                     |               |                     |
| 11 dicembre | South Australian Open dicembre 1972 Adelaide, Australia Singolare - Doppio              | Ross Case Geoff Masters 3-6 7-6 6-4 6-4     | Alex Metreveli Teimuraz Yakuliya |               |                     |
| 18 dicembre | Tasmanian Open dicembre 1972 Hobart, Australia Erba Singolare - Doppio                  | Torneo non completato a causa della pioggia |                                  |               |                     |
| 18 dicembre | Tasmanian Open dicembre 1972 Hobart, Australia Erba Singolare - Doppio                  |                                             |                                  |               |                     |